# Demetri de Trezene
Demetri de Trezene (Demetrius, Δημήτριος) fou un escriptor grec esmentat per Ateneu (1. p. 29, 4. p. 139.) i que és probablement el mateix que Diògenes Laerci diu que va escriure contra els sofistes (8.74).